# Москва, Анна
А́нна Мо́сква (пол. Anna Moskwa, род. 27 мая 1979, Замостье) — польский политик, ранее занимавшая пост министра климата и окружающей среды при премьер-министре Матеуше Моравецком в его втором кабинете с 26 октября 2021 по 27 ноября 2023 года. Она второй министр, занявший эту должность, после первого министра Михала Куртыки. Москва также ранее занимала должность заместителя государственного секретаря Министерства морской экономики и внутреннего судоходства.

## Ранние годы и образование
Анна Москва родилась 27 мая 1979 года в Замосце, Польша. Она окончила среднюю школу Яна Замойского в городе и во время своего пребывания там была лауреатом Олимпиады по религиозным знаниям, одной из национальных школьных олимпиад 1996 года. 
Позже Москва окончила Люблинский католический университет, где изучала социологию, и Университет Марии Склодовской-Кюри, где изучала международные отношения. Она училась в аспирантуре Варшавского университета по управлению предприятием. Она также получила степень MBA в Университете имени Лазарского.

## Карьера
На момент назначения на пост министра климата и окружающей среды Москва работала руководителем польского нефтеперерабатывающего предприятия PKN Orlen и руководила проектами морских ветряных электростанций.
Во время российского вторжения на Украину в 2022 году Анна Москва призвала к немедленным санкциям в отношении российской нефти и газа и заявила, что Польша желает установить чёткий срок прекращения импорта российской нефти Европейским Союзом. Она также заявила, что ЕС должен наказать стороны, платящие за российский газ в рублях, и что Польша готова помочь Германии прекратить использование российской нефти.
Также под руководством Москвы Польша в 2023 году подала в Европейскую комиссию жалобу на Германию за якобы невывоз мусора, незаконно вывезенного из Германии в Польшу и хранящегося там.

## Знание языков
Москва свободно говорит на английском, французском и испанском языках.